# ФК Борац Адрани
ФК Борац је фудбалски клуб из Адрана, Србија, и тренутно се такмичи у Рашкој окружној лиги, петом такмичарском нивоу српског фудбала. Клуб је основан 1929. године.